# シャンパーニュ・カースル山
シャンパーニュ・カースル山（Champagne Castle）は、アフリカ大陸南部のドラケンスバーグ山脈東部に位置する、南アフリカ共和国第二位の標高（3,377m/3,375m）の山である。南アフリカ共和国のクワズール・ナタール州とレソトの国境地帯に峰をもち、カスキン・ピーク（3149m）、Sterkhorn、Mount Memory、モンクス・カウル、Dragon's Backなどの様々な峰が含まれている。
山の名前は、1860年に二人のイギリス人登山家が休憩中に飲もうとしたシャンパンにちなんでいる。デヴィッド・グレイとメイジャー・ランサムはカスキン・ピークに登る直前、自分たちが辿った長い行程を労うためにシャンパンを開けた。しかし、同行していたガイドが岩の上にボトルを落とし、この時に彼らが登頂を試みていた山は「シャンパーニュ・カースル」と名付けられた。
カスキン・ピークの名前はスコットランドのラナークシャーからの移民Stephan Snymanが名付けたもので、グラスゴーに位置する同名の丘に由来する。